# Гајине (Доњи Лапац)
Гајине су насељено мјесто у општини Доњи Лапац, источна Лика, Република Хрватска.

## Географија
Гајине су удаљене око 3 км југоисточно од Доњег Лапца.

## Историја
Гајине су се од распада Југославије до августа 1995. године налазиле у Републици Српској Крајини.

## Становништво
Гајине су се од пописа становништва 1961. до августа 1995. налазиле у саставу некадашње општине Доњи Лапац. Према попису становништва из 2011. године, насеље Гајине је имало 116 становника.
| Националност       | 1991. | 1981. | 1971. | 1961. |
| Срби               | 245   | 215   | 475   | 509   |
| Југословени        | 5     | 35    | 1     |       |
| Хрвати             | 2     |       | 13    | 27    |
| Муслимани          |       |       |       | 13    |
| Црногорци          |       | 1     |       |       |
| остали и непознато | 5     | 1     | 4     |       |
| Укупно             | 257   | 252   | 493   | 549   |

| Демографија | Демографија | Демографија |
| Година      | Становника  | Становника  |
| ----------- | ----------- | ----------- |
| 1961.       | 549         |             |
| 1971.       | 493         |             |
| 1981.       | 252         |             |
| 1991.       | 257         |             |
| 2001.       | 71          |             |
| 2011.       |             | 116         |

## Попис 1991.
На попису становништва 1991. године, насељено место Гајине је имало 257 становника, следећег националног састава:
| Попис 1991.‍ | Попис 1991.‍ | Попис 1991.‍ | Попис 1991.‍ | Попис 1991.‍ |
| ----------- | ----------- | ----------- | ----------- | ----------- |
|             |             |             |             |             |
| Срби        | Срби        |             | 245         | 95,33%      |
| Југословени | Југословени |             | 5           | 1,94%       |
| Хрвати      | Хрвати      |             | 2           | 0,77%       |
| непознато   | непознато   |             | 5           | 1,94%       |
| укупно: 257 |             |             |             |             |